# Eobalaenoptera
A Eobalaenoptera é um cetáceo cuja posição taxonômica ainda é incertae sedis, descoberto em junho de 2004 por pesquisadores do Museu de História Natural da Virgínia. Dooley, Fraser e Luo, 2004 assinalaram o gênero como pertencente a família Balaenopteridae, entretanto, a nova espécie possui também, características similares à família Eschrichtiidae. Démere et al. (2005) posicionou o gênero como incertae sedis dentro da superfamília Balaenopteroidea.